# Dysderidae
Famille
Les Dysderidae sont une famille d'araignées aranéomorphes.

## Distribution

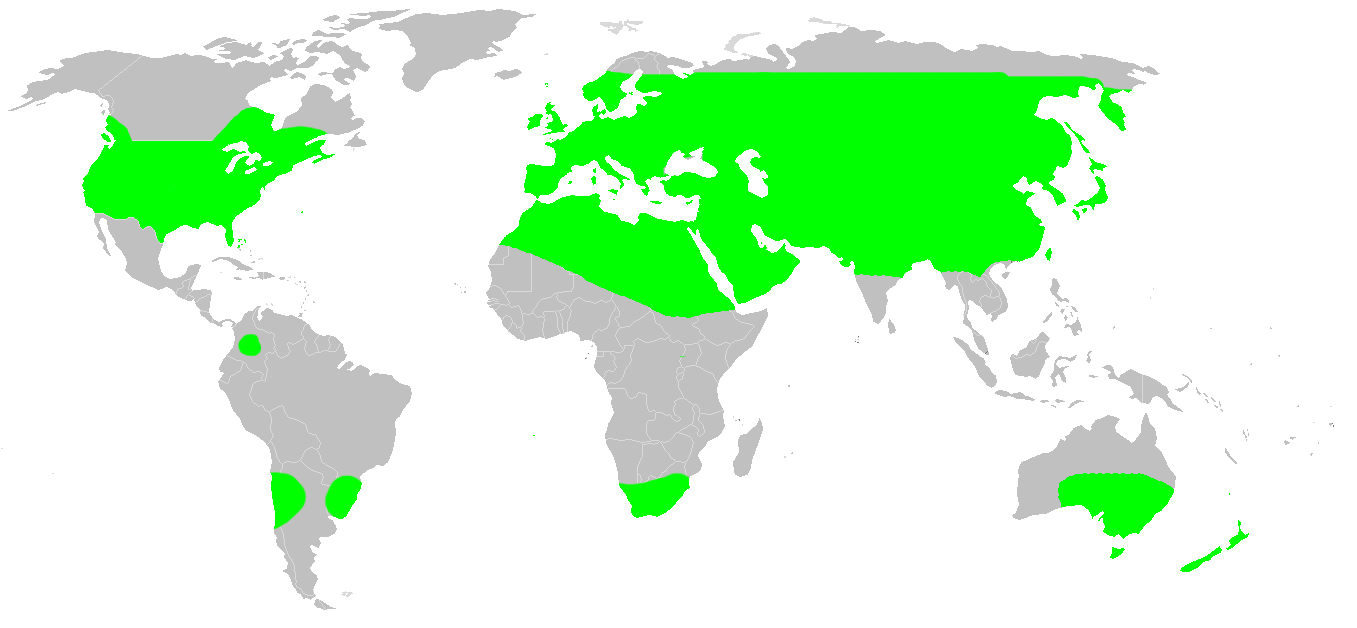
Distribution

Les espèces de cette famille se rencontrent en Eurasie et en Afrique du Nord.
Dysdera crocata est presque cosmopolite par introduction.

## Description
Ce sont des araignées errantes nocturnes haplogynes, de moyenne ou grande taille. 
Elles passent la journée enfermées dans une loge de soie placée dans la litière près du sol. Elles comptent 6 yeux adultes et mesurent de 6 à 20 mm. Les chélicères sont puissantes et proclives afin de percer le corps armoré de leurs proies : les cloportes et les coléoptères. La morsure de ces espèces, très douloureuse, semble moyennement toxique et engendrerait des réactions locales.
Les critères suivants sont cependant communs à tous :
les téguments sont glabres, dans les tons bruns, rougeâtres, jaunâtres ou grisâtres,

le céphalothorax est ovale, décoré de granulations ou de ponctuations plus ou moins fines, tout comme le sternum,

les six yeux, plutôt petits et assez semblables entre eux, forment un groupe compact semi-circulaire arqué en arrière,

le sternum est prolongé entre les hanches postérieures,

les pattes sont plus ou moins fines, jamais fortes.

les chélicères sont très puissantes et proclives dans le genre Dysdera.

l'abdomen est ovale, parfois très allongé (Harpactea, Harpactocrates), et porte quatre orifices respiratoires.
Chez le genre Rhode, le céphalothorax, convexe, se prolonge par-dessus le pédicule qui est de la sorte très peu visible de dessus.
Les Holissus ont les patellas, tibias et métatarses des pattes antérieures sont munies de longues épines couchées bisériées.
Il n'y a pas de toile de capture, ni de cocon à proprement parler, les œufs étant simplement déposés en tas dans la loge de la femelle.

## Paléontologie
Cette famille est connue depuis le Paléogène.

## Liste des genres
Selon World Spider Catalog (version 25.0, 21/03/2024) :
- Cryptoparachtes Dunin, 1992
- Dasumia Thorell, 1875
- Dysdera Latreille, 1804
- Dysderocrates Deeleman-Reinhold & Deeleman, 1988
- Folkia Kratochvíl, 1970
- Harpactea Bristowe, 1939
- Harpactocrates Simon, 1914
- Holissus Simon, 1882
- Hygrocrates Deeleman-Reinhold, 1988
- Kaemis Deeleman-Reinhold, 1993
- Kut Kunt, Elverici, Yağmur & Özkütük, 2019
- Mesostalita Deeleman-Reinhold, 1971
- Minotauria Kulczyński, 1903
- Parachtes Alicata, 1964
- Parastalita Absolon & Kratochvíl, 1932
- Rhode Simon, 1882
- Rhodera Deeleman-Reinhold, 1989
- Sardostalita Gasparo, 1999
- Speleoharpactea Ribera, 1982
- Stalagtia Kratochvíl, 1970
- Stalita Schiødte, 1847
- Stalitella Absolon & Kratochvíl, 1933
- Stalitochara Simon, 1913
- Tedia Simon, 1882

Selon World Spider Catalog (version 23.5, 2023) :
- † Dasumiana Wunderlich, 2004
- † Mistura Petrunkevitch, 1971
- † Segistriites Straus, 1967

## Systématique et taxinomie
Cette famille a été décrite par C. L. Koch en 1837.
Cette famille rassemble 643 espèces actuelles dans 24 genres.

## Publication originale
- C. L. Koch, 1837: Übersicht des Arachnidensystems. Nürnberg, vol. 1, p. 1-39 (texte intégral).